# Kolsh, Lezhë
Kolsh, Lezhë là một xã trong quận Lezhë thuộc hạt Lezhë, Albania. Dân số năm 2005 là 4925 người.